# Megachile fiebrigi
Megachile fiebrigi är en biart som beskrevs av Carlos Schrottky 1908. Megachile fiebrigi ingår i släktet tapetserarbin, och familjen buksamlarbin. Inga underarter finns listade i Catalogue of Life.